# Хаджер-Ламис
Хаджер-Ламис (фр. Hadjer-Lamis, араб. حجر لميس‎) — регион в Республике Чад. Административный центр — город Масакори. Площадь — 29 000 км², население — 562 957 человек (2009 год).

## География
Регион Хаджер-Ламис находится в западной части Чада и занимает северные районы прежней префектуры Шари-Багирми. На северее граничит с регионами Лак, Канем и Бахр-эль-Газаль, на востоке с регионами Батха и Гера, на юге с регионом Шари-Багирми и столичным регионом Нджамена. Западной границей Хаджер-Ламис является государственная граница между Чадом и Камеруном.

## Административное деление
В административном отношении регион делится на 3 департамента — Дабаба (состоит из 3 супрефектур: Бокоро, Нгама и Мойто), Дагана (3 супрефектуры: Масакори, Караль и Турба), Хараз-эль-Биар (3 супрефектуры: Массагет, Мани и Нджамена-Фара). Крупные города Хаджер-Лами — административный центр региона Масакори, а также Бокоро и Нгама.

## Населённые пункты
- Джермая
- Джимтило
- Дугиа
- Мидекин
- Нгура